# Осумасинта
Осумасинта (исп. Osumacinta) — посёлок в Мексике, штат Чьяпас, входит в состав одноимённого муниципалитета и является его административным центром. Численность населения, по данным переписи 2020 года, составила 1989 человек.

## Общие сведения
Название Osumacinta с языка науатль можно перевести как — обезьяний склон.
Поселение было основано в доиспанский период народом соке.
В 1524 году в деревне поселились союзники капитана Луиса Марины, помогавшие в покорении Чьяпаса.
В 1546 году доминиканскими монахами началась евангелизация местного населения.
В 1679 году население Осумасинты находилось под энкомьендой Микаэла Прадо.
В 1976 году, при строительстве гидроэлектростанции и водохранилища Чикоасен, посёлок был перенесён на текущее место, так как попадал в зону затопления.